# 남자 마라톤 대한민국 기록 추이
남자 마라톤 대한민국 기록은 다음과 같다.
| # | 기록              | 차이       | 선수   | 소속       | 날짜         | 대회명                        | 개최지               | 참고  |
|   | 3시간 29분 37초   |            | 마봉옥 | 경성       | 1927. 10. 15 | 제3회 조선 신궁 경기 대회     | 대한민국 경성        |       |
|   | 2시간 57분 34초   |            | 마봉옥 | 경성       | 1928. 10. 13 | 제4회 조선 신궁 대회          | 경성                 |       |
|   | 2시간 36분 50초   |            | 이성근 | 경성       | 1930. 10. 11 | 조선신궁대회                  |                      |       |
|   | 2시간 26분 12초   |            | 김은배 | 양정고보   | 1931. 10. 10 | 조선신궁대회                  |                      |       |
|   | 2시간 25분 14초   |            | 손기정 | 양정고보   | 1935. 04. 27 | 제1회 조선 마라톤 선수권 대회 | 경성                 |       |
|   | 2시간 24분 55초   |            | 임종우 | 대한민국   | 1957. 04. 20 | 제61회 보스턴 마라톤          |                      |       |
|   | 2시간 24분 07초   |            | 이창훈 | 중앙대학교 | 1959. 09. 28 | 인천-서울간국제마라톤대회     |                      |       |
|   | 2시간 23분 56초   |            | 김연범 | 석공       | 1962. 10. 25 | 전국체전                      |                      |       |
|   | 2시간 21분 54초   |            | 이상훈 | 한전       | 1963. 10. 27 | 도쿄 올림픽 예선              | 대한민국 서울        | [ 1 ] |
|   | 2시간 21분 25초   |            | 이상훈 | 한전       | 1964. 06. 13 | 종합선수권대회                |                      |       |
|   | 2시간 21분 21초   |            | 이명정 | 한전       | 1965. 03. 07 | 동아마라톤                    |                      |       |
|   | 2시간 20분 19초   |            | 김복래 | 석공       | 1965. 05. 04 | 종합선수권대회                |                      |       |
|   | 2시간 19분 07초   |            | 김복래 | 석공       | 1966. 03. 13 | 동아마라톤                    |                      |       |
|   | 2시간 18분 18초   |            | 박봉근 | 해군       | 1969. 10. 28 | 전국체전                      |                      |       |
|   | 2시간 17분 34초 4 | - 43초 6   | 김차환 | 한전       | 1970. 03. 22 | 제41회 동아마라톤대회         | 대한민국 서울        | [ 2 ] |
|   | 2시간 17분 01초   | - 33초 4   | 김차환 | 한국전력   | 1973. 03. 25 | 제44회 동아마라톤대회         | 대한민국 서울-의정부 | [ 3 ] |
|   | 2시간 16분 26초   | - 0분 35초 | 조재형 | 대한주정   | 1974. 02. 03 | 제6회 교토 마라톤 대회        | 일본 교토            | 3위   |
|   | 2시간 16분 15초 0 | - 0분 11초 | 문흥주 | 건국대     | 1974. 03. 24 | 제45회 동아마라톤대회         | 대한민국 의정부      | [ 5 ] |
|   | 2시간 14분 59초   |            | 이홍열 | 경희대     | 1984. 03. 18 | 동아마라톤                    |                      |       |
|   | 2시간 14분 06초   | - 0분 53초 | 유재성 | 한국체대   | 1986. 03. 16 | 동아 마라톤                   |                      |       |
|   | 2시간 12분 21초   | - 1분 45초 | 이종희 | 제일제당   | 1987. 03. 15 | 제58회 동아 마라톤            | 대한민국 서울 - 성남 |       |
|   | 2시간 11분 34초   | - 0분 47초 | 김완기 | 코오롱     | 1990. 03. 18 | 제61회 동아 마라톤            | 대한민국 서울 - 성남 |       |
|   | 2시간 11분 02초   | - 0분 32초 | 김완기 | 코오롱     | 1991. 11. 03 | 45회 조일 마라톤 선수권 대회  | 대한민국 춘천        | [ 6 ] |
|   | 2시간 08분 47초   | - 2분 15초 | 황영조 | 코오롱     | 1992. 02. 02 | 제41회 벳부-오이타 마라톤     | 일본 벳푸/오이타     | [ 7 ] |
|   | 2시간 08분 34초   | - 0분 13초 | 김완기 | 코오롱     | 1994. 03. 20 | 제65회 동아 마라톤            | 대한민국 경주        |       |
|   | 2시간 08분 09초   | - 0분 25초 | 황영조 | 코오롱     | 1994. 04. 18 | 제98회 보스턴 마라톤          | 미국 보스턴          |       |
|   | 2시간 07분 44초   | - 0분 25초 | 이봉주 | 코오롱     | 1998. 04. 19 | 로테르담 마라톤               | 네덜란드 로테르담    | [ 8 ] |
|   | 2시간 07분 20초   | - 0분 22초 | 이봉주 | 무소속     | 2000. 02. 13 | 제21회 도쿄 국제 마라톤       | 일본 도쿄            |       |

## 같이 보기
- 마라톤 세계 기록 추이
- 여자 마라톤 대한민국 기록 추이